# Герланд, Зигмунд
Зигмунд Герланд (Херланд, рум. Sigmund Herland, 27 сентября 1865, Вена — 15 августа 1954, Бухарест) — румынский шахматист; один из основоположников шахматной композиции в Румынии.

## Биография
Из венской еврейской семьи. С 1887 года жил в Бухаресте.
Неоднократный чемпион Бухареста по шахматам; в 1890 г. сыграл вничью (4 : 4) матч с Ж. Мизесом. С 1903 опубликовал около 1500 композиций всех жанров, главным образом трёх- и многоходовки, этюды; а также задачи на обратный мат. На конкурсах удостоен 250 отличий (в том числе 35 первых призов). Составлял задачи в стиле классической чешской школы и композиции стратегического стиля.

## Спортивные результаты
| Год  | Город    | Соревнование                                                   | + | − | = | Результат | Место |
| ---- | -------- | -------------------------------------------------------------- | - | - | - | --------- | ----- |
| 1890 |          | Матч с Ж. Мизесом                                              |   |   |   | 4 : 4     |       |
| 1912 | Бреслау  | 18-й конгресс Германского шахматного союза (побочный турнир А) |   |   |   |           | 11—12 |
| 1914 | Мангейм  | 19-й конгресс Германского шахматного союза (побочный турнир А) | 5 | 4 | 1 | 5½ из 10  | 6—10  |
| 1921 | Бухарест | Турнир румынских шахматистов                                   |   |   |   |           | 1     |
| 1924 | Бухарест | Турнир румынских шахматистов                                   |   |   |   |           | 1     |
| 1925 | Бухарест | Турнир румынских шахматистов                                   |   |   |   |           | 2     |
|      | Бухарест | Турнир румынских шахматистов                                   |   |   |   |           | 1—2   |
| 1927 | Бухарест | Турнир румынских шахматистов                                   |   |   |   |           | 7—8   |
|      | Бухарест | Турнир румынских шахматистов                                   |   |   |   |           | 3     |
| 1928 | Бухарест | Турнир румынских шахматистов                                   |   |   |   |           | 2     |
|      | Бухарест | Турнир румынских шахматистов                                   |   |   |   |           | 1—2   |
| 1929 | Бухарест | Турнир румынских шахматистов                                   |   |   |   |           | 2     |
| 1930 | Бухарест | Турнир румынских шахматистов                                   |   |   |   |           | 11    |
|      | Бухарест | Турнир румынских шахматистов                                   |   |   |   |           | 1     |

## Задачи
|   | a | b | c | d | e | f | g | h |   |
| - | --- | --- | --- | --- | --- | --- | --- | --- | - |
| 8 | b7 чёрная ладья · c7 белый слон · c6 чёрная пешка · d6 чёрная пешка · g6 белый король · b5 чёрная пешка · g5 чёрная пешка · a4 чёрный слон · b4 чёрная пешка · d4 чёрный король · c3 белый конь · d3 белый слон · g3 белый ферзь · a2 белая пешка · g2 белая пешка · c1 белая ладья · g1 чёрный конь | b7 чёрная ладья · c7 белый слон · c6 чёрная пешка · d6 чёрная пешка · g6 белый король · b5 чёрная пешка · g5 чёрная пешка · a4 чёрный слон · b4 чёрная пешка · d4 чёрный король · c3 белый конь · d3 белый слон · g3 белый ферзь · a2 белая пешка · g2 белая пешка · c1 белая ладья · g1 чёрный конь | b7 чёрная ладья · c7 белый слон · c6 чёрная пешка · d6 чёрная пешка · g6 белый король · b5 чёрная пешка · g5 чёрная пешка · a4 чёрный слон · b4 чёрная пешка · d4 чёрный король · c3 белый конь · d3 белый слон · g3 белый ферзь · a2 белая пешка · g2 белая пешка · c1 белая ладья · g1 чёрный конь | b7 чёрная ладья · c7 белый слон · c6 чёрная пешка · d6 чёрная пешка · g6 белый король · b5 чёрная пешка · g5 чёрная пешка · a4 чёрный слон · b4 чёрная пешка · d4 чёрный король · c3 белый конь · d3 белый слон · g3 белый ферзь · a2 белая пешка · g2 белая пешка · c1 белая ладья · g1 чёрный конь | b7 чёрная ладья · c7 белый слон · c6 чёрная пешка · d6 чёрная пешка · g6 белый король · b5 чёрная пешка · g5 чёрная пешка · a4 чёрный слон · b4 чёрная пешка · d4 чёрный король · c3 белый конь · d3 белый слон · g3 белый ферзь · a2 белая пешка · g2 белая пешка · c1 белая ладья · g1 чёрный конь | b7 чёрная ладья · c7 белый слон · c6 чёрная пешка · d6 чёрная пешка · g6 белый король · b5 чёрная пешка · g5 чёрная пешка · a4 чёрный слон · b4 чёрная пешка · d4 чёрный король · c3 белый конь · d3 белый слон · g3 белый ферзь · a2 белая пешка · g2 белая пешка · c1 белая ладья · g1 чёрный конь | b7 чёрная ладья · c7 белый слон · c6 чёрная пешка · d6 чёрная пешка · g6 белый король · b5 чёрная пешка · g5 чёрная пешка · a4 чёрный слон · b4 чёрная пешка · d4 чёрный король · c3 белый конь · d3 белый слон · g3 белый ферзь · a2 белая пешка · g2 белая пешка · c1 белая ладья · g1 чёрный конь | b7 чёрная ладья · c7 белый слон · c6 чёрная пешка · d6 чёрная пешка · g6 белый король · b5 чёрная пешка · g5 чёрная пешка · a4 чёрный слон · b4 чёрная пешка · d4 чёрный король · c3 белый конь · d3 белый слон · g3 белый ферзь · a2 белая пешка · g2 белая пешка · c1 белая ладья · g1 чёрный конь | 8 |
| 7 | b7 чёрная ладья · c7 белый слон · c6 чёрная пешка · d6 чёрная пешка · g6 белый король · b5 чёрная пешка · g5 чёрная пешка · a4 чёрный слон · b4 чёрная пешка · d4 чёрный король · c3 белый конь · d3 белый слон · g3 белый ферзь · a2 белая пешка · g2 белая пешка · c1 белая ладья · g1 чёрный конь | b7 чёрная ладья · c7 белый слон · c6 чёрная пешка · d6 чёрная пешка · g6 белый король · b5 чёрная пешка · g5 чёрная пешка · a4 чёрный слон · b4 чёрная пешка · d4 чёрный король · c3 белый конь · d3 белый слон · g3 белый ферзь · a2 белая пешка · g2 белая пешка · c1 белая ладья · g1 чёрный конь | b7 чёрная ладья · c7 белый слон · c6 чёрная пешка · d6 чёрная пешка · g6 белый король · b5 чёрная пешка · g5 чёрная пешка · a4 чёрный слон · b4 чёрная пешка · d4 чёрный король · c3 белый конь · d3 белый слон · g3 белый ферзь · a2 белая пешка · g2 белая пешка · c1 белая ладья · g1 чёрный конь | b7 чёрная ладья · c7 белый слон · c6 чёрная пешка · d6 чёрная пешка · g6 белый король · b5 чёрная пешка · g5 чёрная пешка · a4 чёрный слон · b4 чёрная пешка · d4 чёрный король · c3 белый конь · d3 белый слон · g3 белый ферзь · a2 белая пешка · g2 белая пешка · c1 белая ладья · g1 чёрный конь | b7 чёрная ладья · c7 белый слон · c6 чёрная пешка · d6 чёрная пешка · g6 белый король · b5 чёрная пешка · g5 чёрная пешка · a4 чёрный слон · b4 чёрная пешка · d4 чёрный король · c3 белый конь · d3 белый слон · g3 белый ферзь · a2 белая пешка · g2 белая пешка · c1 белая ладья · g1 чёрный конь | b7 чёрная ладья · c7 белый слон · c6 чёрная пешка · d6 чёрная пешка · g6 белый король · b5 чёрная пешка · g5 чёрная пешка · a4 чёрный слон · b4 чёрная пешка · d4 чёрный король · c3 белый конь · d3 белый слон · g3 белый ферзь · a2 белая пешка · g2 белая пешка · c1 белая ладья · g1 чёрный конь | b7 чёрная ладья · c7 белый слон · c6 чёрная пешка · d6 чёрная пешка · g6 белый король · b5 чёрная пешка · g5 чёрная пешка · a4 чёрный слон · b4 чёрная пешка · d4 чёрный король · c3 белый конь · d3 белый слон · g3 белый ферзь · a2 белая пешка · g2 белая пешка · c1 белая ладья · g1 чёрный конь | b7 чёрная ладья · c7 белый слон · c6 чёрная пешка · d6 чёрная пешка · g6 белый король · b5 чёрная пешка · g5 чёрная пешка · a4 чёрный слон · b4 чёрная пешка · d4 чёрный король · c3 белый конь · d3 белый слон · g3 белый ферзь · a2 белая пешка · g2 белая пешка · c1 белая ладья · g1 чёрный конь | 7 |
| 6 | b7 чёрная ладья · c7 белый слон · c6 чёрная пешка · d6 чёрная пешка · g6 белый король · b5 чёрная пешка · g5 чёрная пешка · a4 чёрный слон · b4 чёрная пешка · d4 чёрный король · c3 белый конь · d3 белый слон · g3 белый ферзь · a2 белая пешка · g2 белая пешка · c1 белая ладья · g1 чёрный конь | b7 чёрная ладья · c7 белый слон · c6 чёрная пешка · d6 чёрная пешка · g6 белый король · b5 чёрная пешка · g5 чёрная пешка · a4 чёрный слон · b4 чёрная пешка · d4 чёрный король · c3 белый конь · d3 белый слон · g3 белый ферзь · a2 белая пешка · g2 белая пешка · c1 белая ладья · g1 чёрный конь | b7 чёрная ладья · c7 белый слон · c6 чёрная пешка · d6 чёрная пешка · g6 белый король · b5 чёрная пешка · g5 чёрная пешка · a4 чёрный слон · b4 чёрная пешка · d4 чёрный король · c3 белый конь · d3 белый слон · g3 белый ферзь · a2 белая пешка · g2 белая пешка · c1 белая ладья · g1 чёрный конь | b7 чёрная ладья · c7 белый слон · c6 чёрная пешка · d6 чёрная пешка · g6 белый король · b5 чёрная пешка · g5 чёрная пешка · a4 чёрный слон · b4 чёрная пешка · d4 чёрный король · c3 белый конь · d3 белый слон · g3 белый ферзь · a2 белая пешка · g2 белая пешка · c1 белая ладья · g1 чёрный конь | b7 чёрная ладья · c7 белый слон · c6 чёрная пешка · d6 чёрная пешка · g6 белый король · b5 чёрная пешка · g5 чёрная пешка · a4 чёрный слон · b4 чёрная пешка · d4 чёрный король · c3 белый конь · d3 белый слон · g3 белый ферзь · a2 белая пешка · g2 белая пешка · c1 белая ладья · g1 чёрный конь | b7 чёрная ладья · c7 белый слон · c6 чёрная пешка · d6 чёрная пешка · g6 белый король · b5 чёрная пешка · g5 чёрная пешка · a4 чёрный слон · b4 чёрная пешка · d4 чёрный король · c3 белый конь · d3 белый слон · g3 белый ферзь · a2 белая пешка · g2 белая пешка · c1 белая ладья · g1 чёрный конь | b7 чёрная ладья · c7 белый слон · c6 чёрная пешка · d6 чёрная пешка · g6 белый король · b5 чёрная пешка · g5 чёрная пешка · a4 чёрный слон · b4 чёрная пешка · d4 чёрный король · c3 белый конь · d3 белый слон · g3 белый ферзь · a2 белая пешка · g2 белая пешка · c1 белая ладья · g1 чёрный конь | b7 чёрная ладья · c7 белый слон · c6 чёрная пешка · d6 чёрная пешка · g6 белый король · b5 чёрная пешка · g5 чёрная пешка · a4 чёрный слон · b4 чёрная пешка · d4 чёрный король · c3 белый конь · d3 белый слон · g3 белый ферзь · a2 белая пешка · g2 белая пешка · c1 белая ладья · g1 чёрный конь | 6 |
| 5 | b7 чёрная ладья · c7 белый слон · c6 чёрная пешка · d6 чёрная пешка · g6 белый король · b5 чёрная пешка · g5 чёрная пешка · a4 чёрный слон · b4 чёрная пешка · d4 чёрный король · c3 белый конь · d3 белый слон · g3 белый ферзь · a2 белая пешка · g2 белая пешка · c1 белая ладья · g1 чёрный конь | b7 чёрная ладья · c7 белый слон · c6 чёрная пешка · d6 чёрная пешка · g6 белый король · b5 чёрная пешка · g5 чёрная пешка · a4 чёрный слон · b4 чёрная пешка · d4 чёрный король · c3 белый конь · d3 белый слон · g3 белый ферзь · a2 белая пешка · g2 белая пешка · c1 белая ладья · g1 чёрный конь | b7 чёрная ладья · c7 белый слон · c6 чёрная пешка · d6 чёрная пешка · g6 белый король · b5 чёрная пешка · g5 чёрная пешка · a4 чёрный слон · b4 чёрная пешка · d4 чёрный король · c3 белый конь · d3 белый слон · g3 белый ферзь · a2 белая пешка · g2 белая пешка · c1 белая ладья · g1 чёрный конь | b7 чёрная ладья · c7 белый слон · c6 чёрная пешка · d6 чёрная пешка · g6 белый король · b5 чёрная пешка · g5 чёрная пешка · a4 чёрный слон · b4 чёрная пешка · d4 чёрный король · c3 белый конь · d3 белый слон · g3 белый ферзь · a2 белая пешка · g2 белая пешка · c1 белая ладья · g1 чёрный конь | b7 чёрная ладья · c7 белый слон · c6 чёрная пешка · d6 чёрная пешка · g6 белый король · b5 чёрная пешка · g5 чёрная пешка · a4 чёрный слон · b4 чёрная пешка · d4 чёрный король · c3 белый конь · d3 белый слон · g3 белый ферзь · a2 белая пешка · g2 белая пешка · c1 белая ладья · g1 чёрный конь | b7 чёрная ладья · c7 белый слон · c6 чёрная пешка · d6 чёрная пешка · g6 белый король · b5 чёрная пешка · g5 чёрная пешка · a4 чёрный слон · b4 чёрная пешка · d4 чёрный король · c3 белый конь · d3 белый слон · g3 белый ферзь · a2 белая пешка · g2 белая пешка · c1 белая ладья · g1 чёрный конь | b7 чёрная ладья · c7 белый слон · c6 чёрная пешка · d6 чёрная пешка · g6 белый король · b5 чёрная пешка · g5 чёрная пешка · a4 чёрный слон · b4 чёрная пешка · d4 чёрный король · c3 белый конь · d3 белый слон · g3 белый ферзь · a2 белая пешка · g2 белая пешка · c1 белая ладья · g1 чёрный конь | b7 чёрная ладья · c7 белый слон · c6 чёрная пешка · d6 чёрная пешка · g6 белый король · b5 чёрная пешка · g5 чёрная пешка · a4 чёрный слон · b4 чёрная пешка · d4 чёрный король · c3 белый конь · d3 белый слон · g3 белый ферзь · a2 белая пешка · g2 белая пешка · c1 белая ладья · g1 чёрный конь | 5 |
| 4 | b7 чёрная ладья · c7 белый слон · c6 чёрная пешка · d6 чёрная пешка · g6 белый король · b5 чёрная пешка · g5 чёрная пешка · a4 чёрный слон · b4 чёрная пешка · d4 чёрный король · c3 белый конь · d3 белый слон · g3 белый ферзь · a2 белая пешка · g2 белая пешка · c1 белая ладья · g1 чёрный конь | b7 чёрная ладья · c7 белый слон · c6 чёрная пешка · d6 чёрная пешка · g6 белый король · b5 чёрная пешка · g5 чёрная пешка · a4 чёрный слон · b4 чёрная пешка · d4 чёрный король · c3 белый конь · d3 белый слон · g3 белый ферзь · a2 белая пешка · g2 белая пешка · c1 белая ладья · g1 чёрный конь | b7 чёрная ладья · c7 белый слон · c6 чёрная пешка · d6 чёрная пешка · g6 белый король · b5 чёрная пешка · g5 чёрная пешка · a4 чёрный слон · b4 чёрная пешка · d4 чёрный король · c3 белый конь · d3 белый слон · g3 белый ферзь · a2 белая пешка · g2 белая пешка · c1 белая ладья · g1 чёрный конь | b7 чёрная ладья · c7 белый слон · c6 чёрная пешка · d6 чёрная пешка · g6 белый король · b5 чёрная пешка · g5 чёрная пешка · a4 чёрный слон · b4 чёрная пешка · d4 чёрный король · c3 белый конь · d3 белый слон · g3 белый ферзь · a2 белая пешка · g2 белая пешка · c1 белая ладья · g1 чёрный конь | b7 чёрная ладья · c7 белый слон · c6 чёрная пешка · d6 чёрная пешка · g6 белый король · b5 чёрная пешка · g5 чёрная пешка · a4 чёрный слон · b4 чёрная пешка · d4 чёрный король · c3 белый конь · d3 белый слон · g3 белый ферзь · a2 белая пешка · g2 белая пешка · c1 белая ладья · g1 чёрный конь | b7 чёрная ладья · c7 белый слон · c6 чёрная пешка · d6 чёрная пешка · g6 белый король · b5 чёрная пешка · g5 чёрная пешка · a4 чёрный слон · b4 чёрная пешка · d4 чёрный король · c3 белый конь · d3 белый слон · g3 белый ферзь · a2 белая пешка · g2 белая пешка · c1 белая ладья · g1 чёрный конь | b7 чёрная ладья · c7 белый слон · c6 чёрная пешка · d6 чёрная пешка · g6 белый король · b5 чёрная пешка · g5 чёрная пешка · a4 чёрный слон · b4 чёрная пешка · d4 чёрный король · c3 белый конь · d3 белый слон · g3 белый ферзь · a2 белая пешка · g2 белая пешка · c1 белая ладья · g1 чёрный конь | b7 чёрная ладья · c7 белый слон · c6 чёрная пешка · d6 чёрная пешка · g6 белый король · b5 чёрная пешка · g5 чёрная пешка · a4 чёрный слон · b4 чёрная пешка · d4 чёрный король · c3 белый конь · d3 белый слон · g3 белый ферзь · a2 белая пешка · g2 белая пешка · c1 белая ладья · g1 чёрный конь | 4 |
| 3 | b7 чёрная ладья · c7 белый слон · c6 чёрная пешка · d6 чёрная пешка · g6 белый король · b5 чёрная пешка · g5 чёрная пешка · a4 чёрный слон · b4 чёрная пешка · d4 чёрный король · c3 белый конь · d3 белый слон · g3 белый ферзь · a2 белая пешка · g2 белая пешка · c1 белая ладья · g1 чёрный конь | b7 чёрная ладья · c7 белый слон · c6 чёрная пешка · d6 чёрная пешка · g6 белый король · b5 чёрная пешка · g5 чёрная пешка · a4 чёрный слон · b4 чёрная пешка · d4 чёрный король · c3 белый конь · d3 белый слон · g3 белый ферзь · a2 белая пешка · g2 белая пешка · c1 белая ладья · g1 чёрный конь | b7 чёрная ладья · c7 белый слон · c6 чёрная пешка · d6 чёрная пешка · g6 белый король · b5 чёрная пешка · g5 чёрная пешка · a4 чёрный слон · b4 чёрная пешка · d4 чёрный король · c3 белый конь · d3 белый слон · g3 белый ферзь · a2 белая пешка · g2 белая пешка · c1 белая ладья · g1 чёрный конь | b7 чёрная ладья · c7 белый слон · c6 чёрная пешка · d6 чёрная пешка · g6 белый король · b5 чёрная пешка · g5 чёрная пешка · a4 чёрный слон · b4 чёрная пешка · d4 чёрный король · c3 белый конь · d3 белый слон · g3 белый ферзь · a2 белая пешка · g2 белая пешка · c1 белая ладья · g1 чёрный конь | b7 чёрная ладья · c7 белый слон · c6 чёрная пешка · d6 чёрная пешка · g6 белый король · b5 чёрная пешка · g5 чёрная пешка · a4 чёрный слон · b4 чёрная пешка · d4 чёрный король · c3 белый конь · d3 белый слон · g3 белый ферзь · a2 белая пешка · g2 белая пешка · c1 белая ладья · g1 чёрный конь | b7 чёрная ладья · c7 белый слон · c6 чёрная пешка · d6 чёрная пешка · g6 белый король · b5 чёрная пешка · g5 чёрная пешка · a4 чёрный слон · b4 чёрная пешка · d4 чёрный король · c3 белый конь · d3 белый слон · g3 белый ферзь · a2 белая пешка · g2 белая пешка · c1 белая ладья · g1 чёрный конь | b7 чёрная ладья · c7 белый слон · c6 чёрная пешка · d6 чёрная пешка · g6 белый король · b5 чёрная пешка · g5 чёрная пешка · a4 чёрный слон · b4 чёрная пешка · d4 чёрный король · c3 белый конь · d3 белый слон · g3 белый ферзь · a2 белая пешка · g2 белая пешка · c1 белая ладья · g1 чёрный конь | b7 чёрная ладья · c7 белый слон · c6 чёрная пешка · d6 чёрная пешка · g6 белый король · b5 чёрная пешка · g5 чёрная пешка · a4 чёрный слон · b4 чёрная пешка · d4 чёрный король · c3 белый конь · d3 белый слон · g3 белый ферзь · a2 белая пешка · g2 белая пешка · c1 белая ладья · g1 чёрный конь | 3 |
| 2 | b7 чёрная ладья · c7 белый слон · c6 чёрная пешка · d6 чёрная пешка · g6 белый король · b5 чёрная пешка · g5 чёрная пешка · a4 чёрный слон · b4 чёрная пешка · d4 чёрный король · c3 белый конь · d3 белый слон · g3 белый ферзь · a2 белая пешка · g2 белая пешка · c1 белая ладья · g1 чёрный конь | b7 чёрная ладья · c7 белый слон · c6 чёрная пешка · d6 чёрная пешка · g6 белый король · b5 чёрная пешка · g5 чёрная пешка · a4 чёрный слон · b4 чёрная пешка · d4 чёрный король · c3 белый конь · d3 белый слон · g3 белый ферзь · a2 белая пешка · g2 белая пешка · c1 белая ладья · g1 чёрный конь | b7 чёрная ладья · c7 белый слон · c6 чёрная пешка · d6 чёрная пешка · g6 белый король · b5 чёрная пешка · g5 чёрная пешка · a4 чёрный слон · b4 чёрная пешка · d4 чёрный король · c3 белый конь · d3 белый слон · g3 белый ферзь · a2 белая пешка · g2 белая пешка · c1 белая ладья · g1 чёрный конь | b7 чёрная ладья · c7 белый слон · c6 чёрная пешка · d6 чёрная пешка · g6 белый король · b5 чёрная пешка · g5 чёрная пешка · a4 чёрный слон · b4 чёрная пешка · d4 чёрный король · c3 белый конь · d3 белый слон · g3 белый ферзь · a2 белая пешка · g2 белая пешка · c1 белая ладья · g1 чёрный конь | b7 чёрная ладья · c7 белый слон · c6 чёрная пешка · d6 чёрная пешка · g6 белый король · b5 чёрная пешка · g5 чёрная пешка · a4 чёрный слон · b4 чёрная пешка · d4 чёрный король · c3 белый конь · d3 белый слон · g3 белый ферзь · a2 белая пешка · g2 белая пешка · c1 белая ладья · g1 чёрный конь | b7 чёрная ладья · c7 белый слон · c6 чёрная пешка · d6 чёрная пешка · g6 белый король · b5 чёрная пешка · g5 чёрная пешка · a4 чёрный слон · b4 чёрная пешка · d4 чёрный король · c3 белый конь · d3 белый слон · g3 белый ферзь · a2 белая пешка · g2 белая пешка · c1 белая ладья · g1 чёрный конь | b7 чёрная ладья · c7 белый слон · c6 чёрная пешка · d6 чёрная пешка · g6 белый король · b5 чёрная пешка · g5 чёрная пешка · a4 чёрный слон · b4 чёрная пешка · d4 чёрный король · c3 белый конь · d3 белый слон · g3 белый ферзь · a2 белая пешка · g2 белая пешка · c1 белая ладья · g1 чёрный конь | b7 чёрная ладья · c7 белый слон · c6 чёрная пешка · d6 чёрная пешка · g6 белый король · b5 чёрная пешка · g5 чёрная пешка · a4 чёрный слон · b4 чёрная пешка · d4 чёрный король · c3 белый конь · d3 белый слон · g3 белый ферзь · a2 белая пешка · g2 белая пешка · c1 белая ладья · g1 чёрный конь | 2 |
| 1 | b7 чёрная ладья · c7 белый слон · c6 чёрная пешка · d6 чёрная пешка · g6 белый король · b5 чёрная пешка · g5 чёрная пешка · a4 чёрный слон · b4 чёрная пешка · d4 чёрный король · c3 белый конь · d3 белый слон · g3 белый ферзь · a2 белая пешка · g2 белая пешка · c1 белая ладья · g1 чёрный конь | b7 чёрная ладья · c7 белый слон · c6 чёрная пешка · d6 чёрная пешка · g6 белый король · b5 чёрная пешка · g5 чёрная пешка · a4 чёрный слон · b4 чёрная пешка · d4 чёрный король · c3 белый конь · d3 белый слон · g3 белый ферзь · a2 белая пешка · g2 белая пешка · c1 белая ладья · g1 чёрный конь | b7 чёрная ладья · c7 белый слон · c6 чёрная пешка · d6 чёрная пешка · g6 белый король · b5 чёрная пешка · g5 чёрная пешка · a4 чёрный слон · b4 чёрная пешка · d4 чёрный король · c3 белый конь · d3 белый слон · g3 белый ферзь · a2 белая пешка · g2 белая пешка · c1 белая ладья · g1 чёрный конь | b7 чёрная ладья · c7 белый слон · c6 чёрная пешка · d6 чёрная пешка · g6 белый король · b5 чёрная пешка · g5 чёрная пешка · a4 чёрный слон · b4 чёрная пешка · d4 чёрный король · c3 белый конь · d3 белый слон · g3 белый ферзь · a2 белая пешка · g2 белая пешка · c1 белая ладья · g1 чёрный конь | b7 чёрная ладья · c7 белый слон · c6 чёрная пешка · d6 чёрная пешка · g6 белый король · b5 чёрная пешка · g5 чёрная пешка · a4 чёрный слон · b4 чёрная пешка · d4 чёрный король · c3 белый конь · d3 белый слон · g3 белый ферзь · a2 белая пешка · g2 белая пешка · c1 белая ладья · g1 чёрный конь | b7 чёрная ладья · c7 белый слон · c6 чёрная пешка · d6 чёрная пешка · g6 белый король · b5 чёрная пешка · g5 чёрная пешка · a4 чёрный слон · b4 чёрная пешка · d4 чёрный король · c3 белый конь · d3 белый слон · g3 белый ферзь · a2 белая пешка · g2 белая пешка · c1 белая ладья · g1 чёрный конь | b7 чёрная ладья · c7 белый слон · c6 чёрная пешка · d6 чёрная пешка · g6 белый король · b5 чёрная пешка · g5 чёрная пешка · a4 чёрный слон · b4 чёрная пешка · d4 чёрный король · c3 белый конь · d3 белый слон · g3 белый ферзь · a2 белая пешка · g2 белая пешка · c1 белая ладья · g1 чёрный конь | b7 чёрная ладья · c7 белый слон · c6 чёрная пешка · d6 чёрная пешка · g6 белый король · b5 чёрная пешка · g5 чёрная пешка · a4 чёрный слон · b4 чёрная пешка · d4 чёрный король · c3 белый конь · d3 белый слон · g3 белый ферзь · a2 белая пешка · g2 белая пешка · c1 белая ладья · g1 чёрный конь | 1 |
|   | a | b | c | d | e | f | g | h |   |

1.Лd1! с угрозой (после, напр., 1…Л:с7) 2.Фf2+ Кр:с3 3.Фf6# 

1…Кр:с3 2.Фе5+ de 3.С:е5# 

1…bc 2.Ф:d6+ Кре3 3.Фс5# 

1…C:d1 2.К:d1 Л:с7 3.Ф:d6#

## Семья
Племянник — австрийский психолог Лео Херланд (1888—1969), автор переиздававшегося «Англо-немецкого словаря математических наук» (1952, 1965), монографии «Gesicht und Charakter» (1938, 1956).

## Книги
- Sigmund Herland. Problèmes Choisis. Бухарест, 1948.
- Milu Milescu. Sigmund Herland: Problèmes Choisis, 1962.